# Paul Bourgeois
Pour les articles homonymes, voir Bourgeois.
Paul Bourgeois  (Bruxelles, 13 février 1898 – Uccle, 11 mai 1974) est un astronome belge. Il été professeur à l'université libre de Bruxelles et directeur de l'observatoire royal de Belgique.
Il a découvert l'astéroïde (1547) Nele le 12 février 1929.
L’astéroïde (1543) Bourgeois est nommé en son honneur.